# Карл Рудольф Гагенбах
Карл Рудольф Гагенбах (нім. Karl Rudolf Hagenbach ; 4 березня 1801, Базель, Швейцарія — 7 червня 1874, Базель, Швейцарія) — швейцарський церковний історик, богослов, відомий представник так званого примирливого напрямку в богослов'ї. Батько Едуарда Хагенбаха.

## Біографія
Народився 4 березня 1801 року у Базелі, де його батько займався медичною практикою. Початкову освіту здобув у школі Песталоцці.
З 1820 по 1823 роки проживав у Бонні та Берліні, де познайомився з поглядами відомих на той час теологів, у тому числі Фрідріха Шлейєрмахера. У 1823 повернувся до Базелю, де видну позицію займав Вільгельм де Ветте. Пізніше обіймав професорську посаду.
Помер 7 червня 1874 року у Базелі.

## Роботи
- «Encyklopedie u. Metodologie der theologischen Wissenschaften» (Лейпциг, 1833);
- "Lehrbuch der Dogmengeschichte" (т. 1840);
- «Oekolampad u. Mykonius» (Ельберфельд, 1830);
- «Die theologische Schule Basels u. seine Lehrer von 1460-1849 »(Базель, 1860)
- «Vorlesungen über die Kirchengeschichte von den altesten Zeiten bis zum XIX J. ».

Крім богословських творів, Р. написав два томи віршів. Порівн. Staehelin, «К. R. Hagenbach» (Базель, 1878).